# Sahara (película de 2005)
Sahara es una película estadounidense de aventuras, que está basada en la novela homónima del autor norteamericano Clive Cussler. Dirigida por Breck Eisner y protagonizada por Matthew McConaughey y Penélope Cruz, se estrenó el 28 de marzo de 2005 en Hollywood (California).

## Argumento
La película transcurre en África, donde Eva Rojas (Penélope Cruz) trabaja como médico de la OMS. Allí descubre lo que puede ser una epidemia, pero en el trascurso de su investigación es atacada por unos desconocidos y salvada por Dirk Pitt (Matthew McConaughey), un antiguo marine que ejerce de arqueólogo.
Ya que ambos se dirigen a la misma zona (ella por la epidemia y él en busca de un acorazado que naufragó hace 140 años), el jefe de Pitt decide que vayan juntos con el resto del equipo.

## Recepción

### Crítica
Con un presupuesto de 130 millones de dólares, el film acumuló en taquilla poco más de 119. Esto generó grandes pérdidas y numerosas polémicas a la distribuidora Paramount Pictures. El largometraje supuso que McConaughey debutara en el terreno de la producción, ejerciendo como productor ejecutivo. Tras el rodaje, trascendió el romance de sus protagonistas.